# میائولینگین
| سامانه    | ردیف        | اشکوب       | میلیون سال پیش |
| --------- | ----------- | ----------- | -------------- |
| اردوویسین | زیرین       | ترمادوسین   | → پس از آن     |
| کامبرین   | فورونجین    | اشکوب دهم   | ۴۸۵,۴–۴۸۹٬۵    |
| کامبرین   | فورونجین    | ژیانگشانین  | ۴۸۹٬۵-۴۹۴      |
| کامبرین   | فورونجین    | پایبین      | ۴۹۴–۴۹۷        |
| کامبرین   | میائولینگین | گوژانگین    | ۴۹۷–۵۰۰٬۵      |
| کامبرین   | میائولینگین | درومین      | ۵۰۰٬۵-۵۰۴٬۵    |
| کامبرین   | میائولینگین | وولیوئن     | ۵۰۴٬۵–۵۰۹      |
| کامبرین   | ردیف دوم    | اشکوب چهارم | ۵۰۹–۵۱۴        |
| کامبرین   | ردیف دوم    | اشکوب سوم   | ۵۱۴-۵۲۱        |
| کامبرین   | ترنووین     | اشکوب دوم   | ۵۲۱-۵۲۹        |
| کامبرین   | ترنووین     | فورتونین    | ۵۲۹–۵۴۱٬۰      |
| ادیاکاران | ادیاکاران   | ادیاکاران   | → پیش از آن    |

میائولینگین (انگلیسی: Miaolingian) سومین ردیف از دوره کامبرین است که پیش از نام‌گذاری رسمی توسط کمیسیون بین‌المللی چینه‌شناسی به نام ردیف ۳ کامبرین خوانده می‌شد. این ردیف از حدود ۵۰۹ تا ۴۹۷ میلیون سال پیش را در بر می‌گیرد و به سه اشکوب تقسیم می‌شود: وولیوئن، درومین و گوژانگین. میائولینگین در ستون چینه‌شناسی در بالای ردیف ۲ کامبرین و در زیر فورونجین قرار دارد.